# St. Jakobus (Rottmersleben)

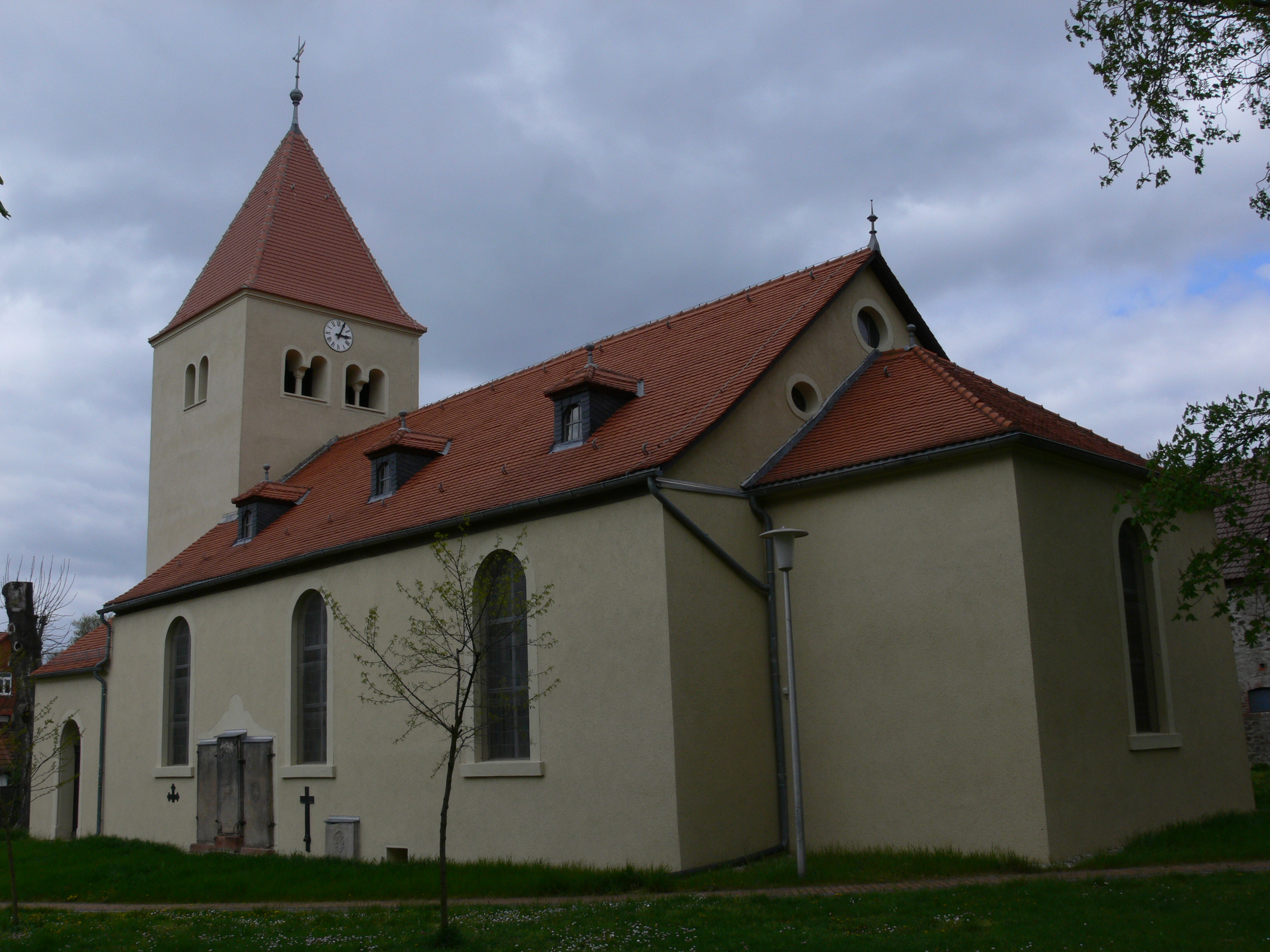
St. Jakobus (Rottmersleben), Blick aus Süd-Ost

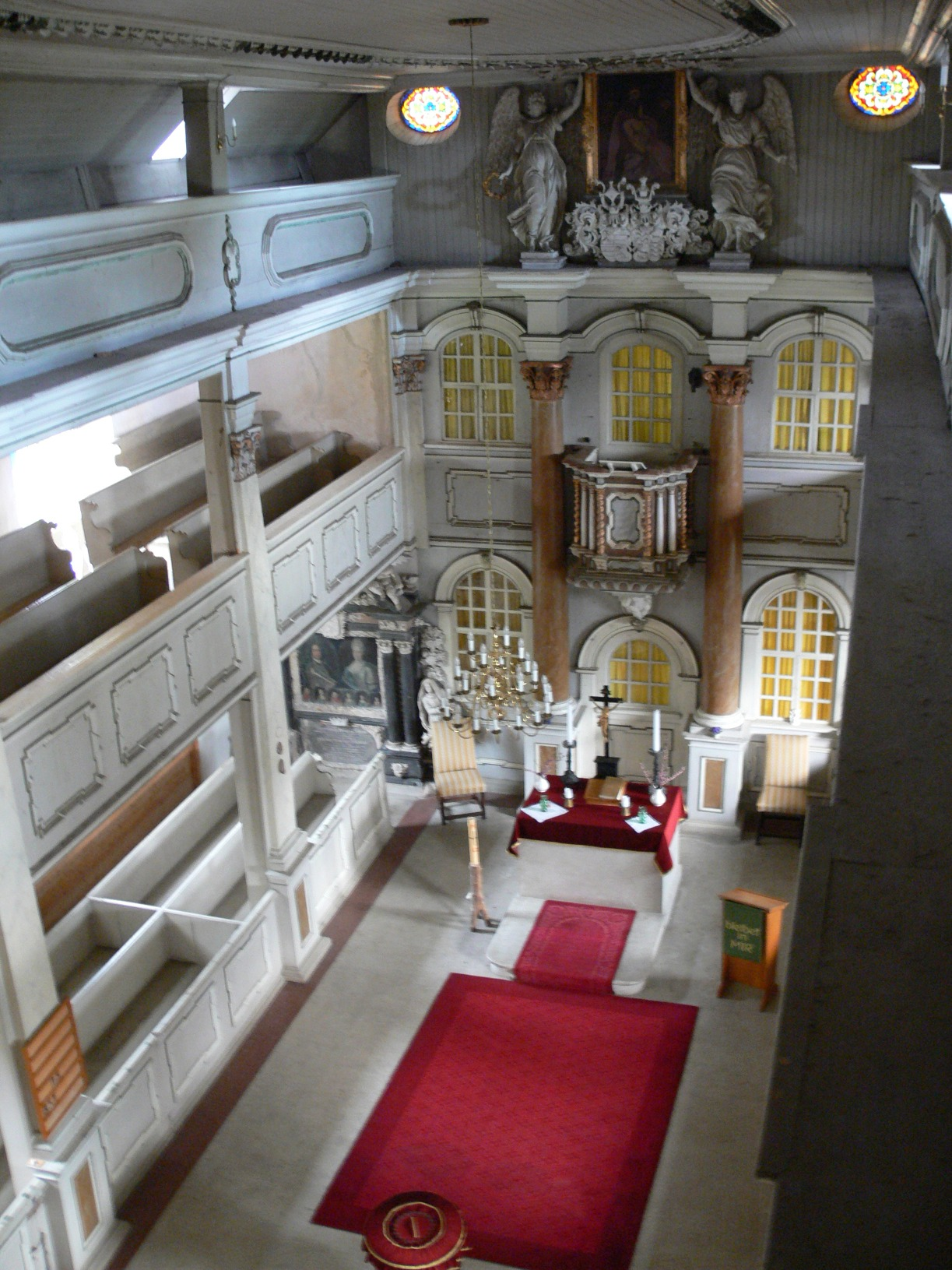
St. Jakobus (Rottmersleben), Blick auf Altar und Schauwand

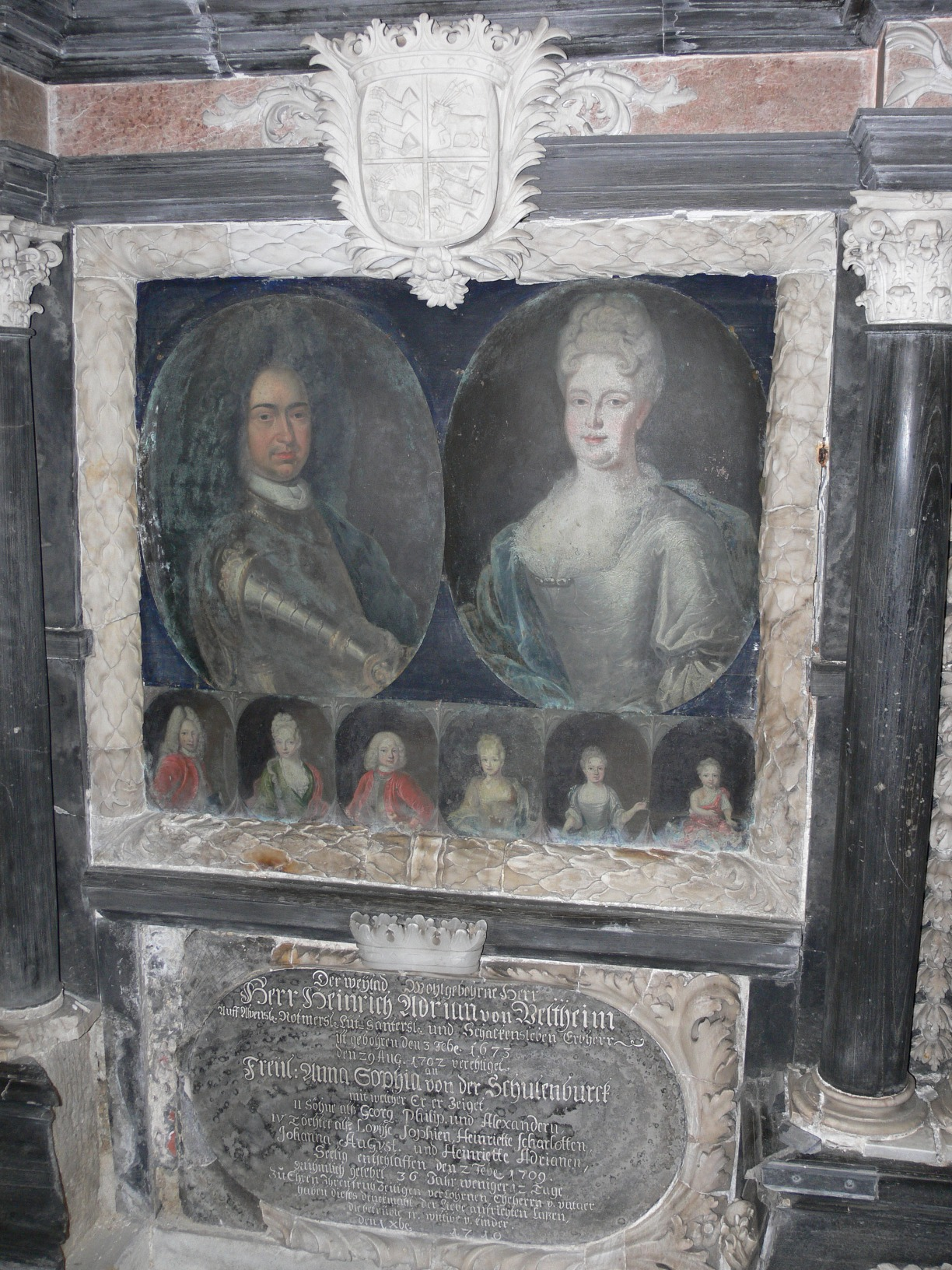
Epitaph für Heinrich Adrian von Veltheim

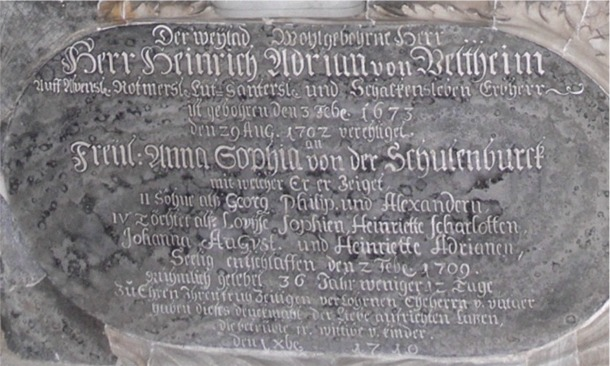
Epitaph für Heinrich Adrian von Veltheim, Inschrift

Die Sankt-Jakobus-Kirche ist die Dorfkirche von Rottmersleben, Sachsen-Anhalt. Vom romanischen Ursprungsbau ist der Turm erhalten. Kirchenschiff und Ausstattung sind barock.

## Namensherkunft
Die Kirche ist dem Heiligen Jakobus dem Älteren gewidmet und liegt wahrscheinlich an einem alten Zweig des Pilgerwegs nach Santiago de Compostela.

## Geschichte
Der älteste Teil der Kirche, der Turm, wird auf ca. 980 n. Chr. datiert, das Kirchenschiff auf ca. 1709. Von kriegerischen Zeiten zeugen kleine Schießschartenöffnungen im Erdgeschoss des Turms. Die Jakobuskirche war bis 1945 Patronatskirche derer von Veltheim. 
Zuletzt wurde St. Jakobus im Jahre 2005 umfangreich renoviert. Die Bruchsteinmauern wurden dabei glatt verputzt. Die zweite Glocke im Turm, die im letzten Krieg eingeschmolzen worden war, konnte ebenfalls im Rahmen der Renovierung ersetzt werden. Sie wurde am 28. August 2005 mit einem Festumzug feierlich eingeweiht.
Kirchenbücher ab 1632 sind erhalten und im Besitz der Gemeinde. Sie können (nach Voranmeldung) im Magdeburger Archiv der Kirchenprovinz Sachsen als Mikrofilm eingesehen werden.

## Lage und Gebäude
Die Reste eines karolingischen Burgwalls bilden in Rottmersleben eine Anhöhe, auf der St. Jakobus und westlich davon das zugehörige Pfarrhaus liegen. Die Kirche ist geostet und war früher von einem Friedhof umgeben. An das Kirchenschiff in Saalbauweise ist an der Stelle des einstigen Chors die rechteckige Sakristei angebaut. Der quer stehende rechteckige Turm mit Zeltdach hat im Osten und Westen Doppelbogenfenster, die von alten Sandsteinsäulen mit Würfelkapitellen geteilt sind. Seine angebauten Vorhallen an der Nord- und Südseite erhielt der Turm bei der Renovierung der Kirche im Jahr 1913. Turm und Schiff sind durch einen Rundbogendurchbruch der östlichen Turmwand verbunden, der vom Erdgeschoss bis in die Höhe der zweiten Langhausempore reicht und die gesamte Breite der Turmwand einnimmt. Im Turminnern führt eine Holztreppe bis zur Glockenstube.

## Kirchenausstattung
Der Innenraum der Kirche weist eine einheitliche barocke Ausstattung vom Anfang des 18. Jahrhunderts aus. Dominant ist die schön gegliederte östliche Schauwand, die zwischen zwei mächtigen Holzsäulen eine Kanzel trägt. Darüber, oberhalb von weit vorgekragtem Gebälk, halten zwei Genien ein Ölgemälde des Ecce homo, zu ihren Füßen ist das Allianzwappen Veltheim/Schulenburg angeordnet. Längs der drei anderen Langhausseiten verlaufen zweigeschossige hölzerne Emporen. Die Kanzel und das zentral im Kirchenschiff aufgestellte Taufbecken stammen von ca. 1700. Ein ähnliches Alter haben das Bankgestühl und die reich verzierte Liedertafel an der Orgelempore – das untere Rankenstück der Liedertafel soll aus dem Dom zu Breslau stammen. Die historische Orgel wurde um 1880 von Orgelbaumeister August Troch aus Neuhaldensleben geschaffen.
Links an der Ostwand ist ein prächtiges Epitaph für Heinrich Adrian von Veltheim angebracht, das am 1. Dezember 1710 von seiner Witwe Anna Sophia „von der Schulenburck“ errichtet wurde. Die kostbare Arbeit aus Schiefer und Alabaster wurde von Michael Helwig, Helmstedt, ausgeführt. Die Bildnisse des Paars und seiner sechs Kinder sind in Öl auf Kupfer gemalt. Wie in der Schauwand sind auch hier im oberen Bereich des Epitaphs plastische Wappen derer von Veltheim und derer von Schulenburg angebracht.
Die Patronatsloge ist bemerkenswert schlicht und relativ weit vom Altar entfernt unter der Orgelempore. In der südöstlichen Ecke des Schiffs befindet sich ein alter Kirchenvaterstuhl in Form einer kleinen Loge mit gewölbtem Zeltdach.

## Krypta
Unter dem Kirchenschiff existiert ein Gruftgewölbe mit mehreren geschlossenen und einer geöffneten Grabkammer. Im letzten Weltkrieg war die Krypta von außen zugänglich und diente als Luftschutzraum. Sie steht heute Pilgern als Meditationsraum zur Verfügung. 

## Außenanlage
Auf der Südseite der Kirche sind drei Grabdenkmale in die Wand integriert: M. Willrich, † 1736, Ilse Schultze, † 1661 und Henning Schultze, † 1655.
Nordöstlich der Kirche stehen zwei Grabsteinpostamente und zwei Sandsteinsarkophage mit Rokokoornamenten.